# スリル!〜赤の章・黒の章〜
『スリル!〜赤の章・黒の章〜』（スリル!〜あかのしょう・くろのしょう〜）は、NHK総合およびNHK BSプレミアムで2017年2月22日から3月19日まで放送された日本の連続テレビドラマ。NHK総合とNHK BSプレミアム連動の推理ドラマで、同じ登場人物でそれぞれ異なるキャラクターを主人公とした2つの作品により構成される。
NHK総合では、『スリル!赤の章〜警視庁庶務係ヒトミの事件簿』（スリル あかのしょう けいしちょうしょむがかりヒトミのじけんぼ）が「特集ドラマ」として2017年2月22日から3月15日まで放送された。全4回。主演は小松菜奈。
NHK BSプレミアムでは、『スリル!黒の章〜弁護士・白井真之介の大災難』（スリル くろのしょう べんごし しらいしんのすけのだいさいなん）が「プレミアムドラマ」枠で2017年2月26日から3月19日まで放送された。主演は山本耕史。NHK総合でも深夜帯に放送された。なお、プレミアムドラマ枠では原則解説放送は視覚障害者を扱うものを除き実施しないが、当作品は総合で解説放送が行われるため、それに合わせる形で解説放送が行われた。

## 登場人物

### 主要人物
主人公
中野 瞳 （※ 赤の章の主人公）
演 - 小松菜奈（幼少期：赤松えみな）
警視庁庶務係の一般職。父親が詐欺師で、生まれてすぐに母親は夫に嫌気がさして家を出ていった。幼少時から賭場で父親のイカサマの片棒を担いでいたが、中学生の時に父親も失踪。その際に詐欺などの犯罪の手口を記したノートを残していったため、様々な犯罪やそれらに使える手品に詳しい。事件を捜査する刑事に憧れており、外河が提出した領収書の不備を理由に彼の元に押しかけては、事件の情報を聞き出したり捜査手帳を掏り取って盗み見たりし、卓越した推理力で事件を解決に導く。
白井 真之介 （※ 黒の章の主人公）
演 - 山本耕史
弁護士。「正義にこだわる」を事務所のキャッチフレーズにしているが、調査対象からカネを渡されれば平気で寝返ったり、有利な状況を作るためには証拠のねつ造もためらわなかったりするなど、金にがめつく腹黒い男。警察嫌いだが警視庁にはちょくちょく通っており、捜査一課の黒岩とも顔見知り。毎回犯人に騙されたり利用されたりした挙句、窮地に立たされるがすんでの所で何とか助かり、彼らが逮捕された後には「これまでのことは水に流す」として弁護の話を持ちかけるものの、ことごとく断られる。

捜査一課
外河 猛
演 - 小出恵介
警視庁捜査一課刑事。正義感は強いが、経費の領収書の扱いがいい加減で、瞳に度々不備を指摘される。
黒岩 壮吉
演 - 木下ほうか
警視庁捜査一課刑事で、外河の上司。捜査中のミスを外河に押し付け、手柄は横取りする。キャバクラを渡り歩くのが趣味で、その領収書の偽造を瞳に見抜かれる。
青野
演 - 堀部圭亮
捜査一課管理官。

庶務係
戸村 房夫
演 - きたろう
庶務係係長で、瞳の上司。自分と瞳の事務机の間にNゲージの線路を渡してメモをやり取りしている。
係員
演 - 白井恵子、鈴木美緒、葉加瀬マイ、藤原智之

その他
高倉 峻
演 - 大和田伸也
刑事部長。黒岩が入れ込むキャバクラ嬢を愛人にしているが、公用車の記録からそれを瞳に察知され、その弱味で彼女のどんな頼み事でも聞くようになる。
篠原 千佳子
演 - 佐野ひなこ
白井法律事務所の事務員。いつも事務所の赤字を白井に嘆いている。

### ゲスト（赤の章）
第1回「警視庁庶務係ヒトミの初事件」
- 後藤 明子（宝飾品販売員、3人目の被害者） - 櫻井淳子
- 森岡 三郎（瞳の父） - 竹財輝之助（第3・4回〈回想〉）
- 長澤 めぐみ（1人目の被害者） - 安藤彩
- 三浦 信吾（2人目の被害者） - 兼原良太郎
- 森野 悟（容疑者） - 川嶋秀明
- 小坂 義男（水死体の第四の被害者） - ほり太（ホロッコ）
- 佐藤 美月（リポーター） - 坂口彩
- 青山伊津美

第2回「警視庁庶務係ヒトミの大予言」
- 皆川 祥子（占い師） - 釈由美子
- 郷田 晋二（後援会長）  ‐ 橋本じゅん
- 倉本 進（第二秘書） - 清水伸
- 大畑 健一郎（衆議院議員） - 日向丈
- 田岡 春樹（第一秘書） - 千葉ペイトン
- 森川（郷田の会社社員） - 山田真歩
- 衣笠 夏美 - 白石糸
- 小久保丈二
- 一谷真由美
- 大谷幸広
- 大天裕亮
- 安住啓太郎
- 西原康彰

第3回「警視庁庶務係ヒトミの大迷宮」
- 兵藤 康作（「死神」と呼ばれる長期宿泊客） - 石橋蓮司
- 泰川 喜一郎（支配人） - 小市慢太郎
- 橋田 佳代子 - 宍戸美和公
- 川又 美铃 - 林摩耶
- 鳴井 彩花 - 水木彩也子
- 三住敦洋、志村彩佳、柴浩二、梶原阿貴、赤松えみな、森碕ひろか、鈴木美緒、白井恵子、石川ともみ、平田友子

第4回「警視庁庶務係ヒトミの恋とテロ」
- 田所 勇作 ‐ 村上淳    
- 木島 博 ‐ 阿部亮平
- 浅尾 啓介 ‐ 大津尋葵
- 関根 ‐ 高川裕也
- 池田 ‐ 清水優
- 村本（公安） ‐ 平山祐介 
- 片岡（「霧島パートナーズ」総務部長） ‐ 飯田基祐
- 津田山（東弁護士会 会長） ‐ 佐戸井けん太

### ゲスト（黒の章）
第1回「弁護士・白井真之介の大鑑定!?」
- 松尾 幸助（「タイムフィード」社長） - 忍成修吾
- 徳田 源三（「徳徳ファイナンス」社長） ‐ 鈴木一功
- 津村 誠（警備員・事件被害者） ‐ 竹本純平
- 竹村 美男（美術評論家） - 斉木しげる

第2回「弁護士・白井真之介の大偽装!?」
- 逆瀬川 佑美（経理課） - 野波麻帆
- 九条 聡（逆瀬川の恋人） - 前川泰之
- 今西 太一（産廃業者） ‐ 三浦誠己
- 山岸 源治郎 （山岸フードサービス社長） -  大河内浩

第3回「弁護士・白井真之介の大不倫!?」
- 大河内 洋子（依頼人） -  横山めぐみ
- 村口 早苗（受付嬢） -  真野恵里菜
- 岡村 浩一（投資顧問会社を経営） -  水上剣星
- 落合 美沙子 -  高山侑子
- 草野 俊介（恐喝相手、不倫の証拠写真をネタに脅迫してきた犯人） -  藤田憲右

第4回「弁護士・白井真之介の大恋愛!?」
- 大道 宗介（国土交通大臣） ‐ 寺田農 
- 安本 辰夫 ‐ 松嶋亮太 
- 小杉 春夫 ‐ 山中聡
- 川田 満 ‐ 久保田悠来
- 浅田 俊美（北岡悟宅の隣人） ‐ 真下有紀
- 藤崎 京子（白井の大学時代の同期） ‐ 雛形あきこ
- 時田 成美（藤崎の同期） ‐ 須藤理彩 
- 高野 信孝（選挙プランナー） ‐ 東根作寿英
- 森下能幸、阪井あかね

## スタッフ
- 演出 - 河合勇人、原正弘、滝本憲吾、麻生学
- 作 - 蒔田光治、徳尾浩司
- 音楽 - 橘麻美
- 撮影 - 大内泰
- 映像技術 - 佐藤隆彦
- 照明 - 市川徳充
- 音声 - 藤本賢一
- 編集 - 瀧田隆一
- 主題歌 - キュウソネコカミ 「邪邪邪VSジャスティス」
- 法律考証 - 大西宏治
- 警察考証 - 尾崎祐司
- マジック指導 - Motti
- 制作統括 - 蒔田光治（東宝）、海辺潔（NHKエンタープライズ）、中村高志（NHK）
- プロデューサー - 阿部謙三（東宝）
- 制作 - NHKエンタープライズ
- 制作・著作 - NHK、東宝

## 放送日程
放送日程（赤の章）
| 話数  | 放送日  | サブタイトル                 | 脚本     | 演出     | 視聴率 |
| ----- | ------- | ---------------------------- | -------- | -------- | ------ |
| 第1回 | 2月22日 | 警視庁庶務係ヒトミの初事件   | 蒔田光治 | 河合勇人 | 5.6％  |
| 第2回 | 3月01日 | 警視庁庶務係ヒトミの大予言   | 蒔田光治 | 滝本憲吾 | 4.4％  |
| 第3回 | 3月08日 | 警視庁庶務係ヒトミの大迷宮   | 徳尾浩司 | 原正弘   | 3.5％  |
| 第4回 | 3月15日 | 警視庁庶務係ヒトミの恋とテロ | 蒔田光治 | 滝本憲吾 | 2.8％  |

放送日程（黒の章）
| 話数  | 放送日  | サブタイトル                 | 脚本     | 演出     |
| ----- | ------- | ---------------------------- | -------- | -------- |
| 第1回 | 2月26日 | 弁護士・白井真之介の大鑑定!? | 蒔田光治 | 河合勇人 |
| 第2回 | 3月05日 | 弁護士・白井真之介の大偽装!? | 徳尾浩司 | 原正弘   |
| 第3回 | 3月12日 | 弁護士・白井真之介の大不倫!? | 蒔田光治 | 河合勇人 |
| 第4回 | 3月19日 | 弁護士・白井真之介の大恋愛!? | 蒔田光治 | 麻生学   |

## 関連商品
サウンドトラック
- 橘麻美『NHK スリル! 赤の章〜警視庁庶務係ヒトミの事件簿 黒の章〜弁護士・白井真之介の大災難 オリジナル・サウンドトラック』（2017年3月8日、スザクミュージック、NGCS-1075）

DVD
- DVD-BOX『スリル!〜赤の章・黒の章〜』（2017年8月9日発売予定→発売中止、東宝、TDV27279D）